# Sárgalábú sirály
A sárgalábú sirály (Larus michahellis) a madarak (Aves) osztályába a lilealakúak rendjébe, ezen belül a sirályfélék (Laridae) családjába tartozó faj. Korábban az ezüstsirály egy alfajának tartották.

## Előfordulása
Európa és Ázsia területén honos.

## Alfajai
- Larus michahellis michahellis (Naumann, 1840)
- Larus michahellis atlantis (Dwight, 1922)

## Megjelenése
Testhossza 59–67 centiméter, szárnyfesztávolsága 140–158 centiméter. A tojó egyedek tömege 680–1400 gramm, míg a hímeké a 750–1500 grammig terjedhet.
Csőre és lába sárga.
|  |

## Életmódja

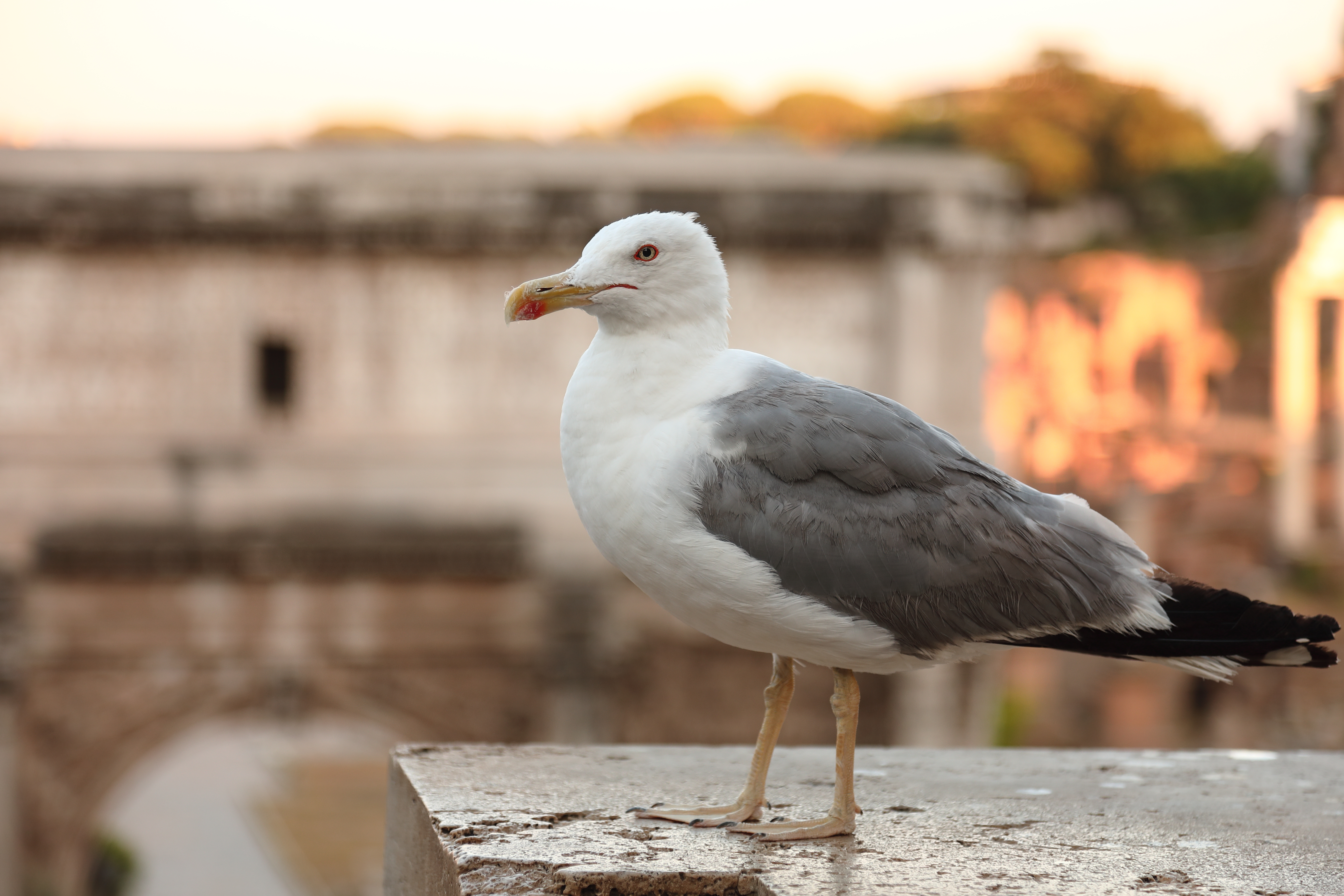
Sárgalábú sirály Rómában a Capitolium közelében

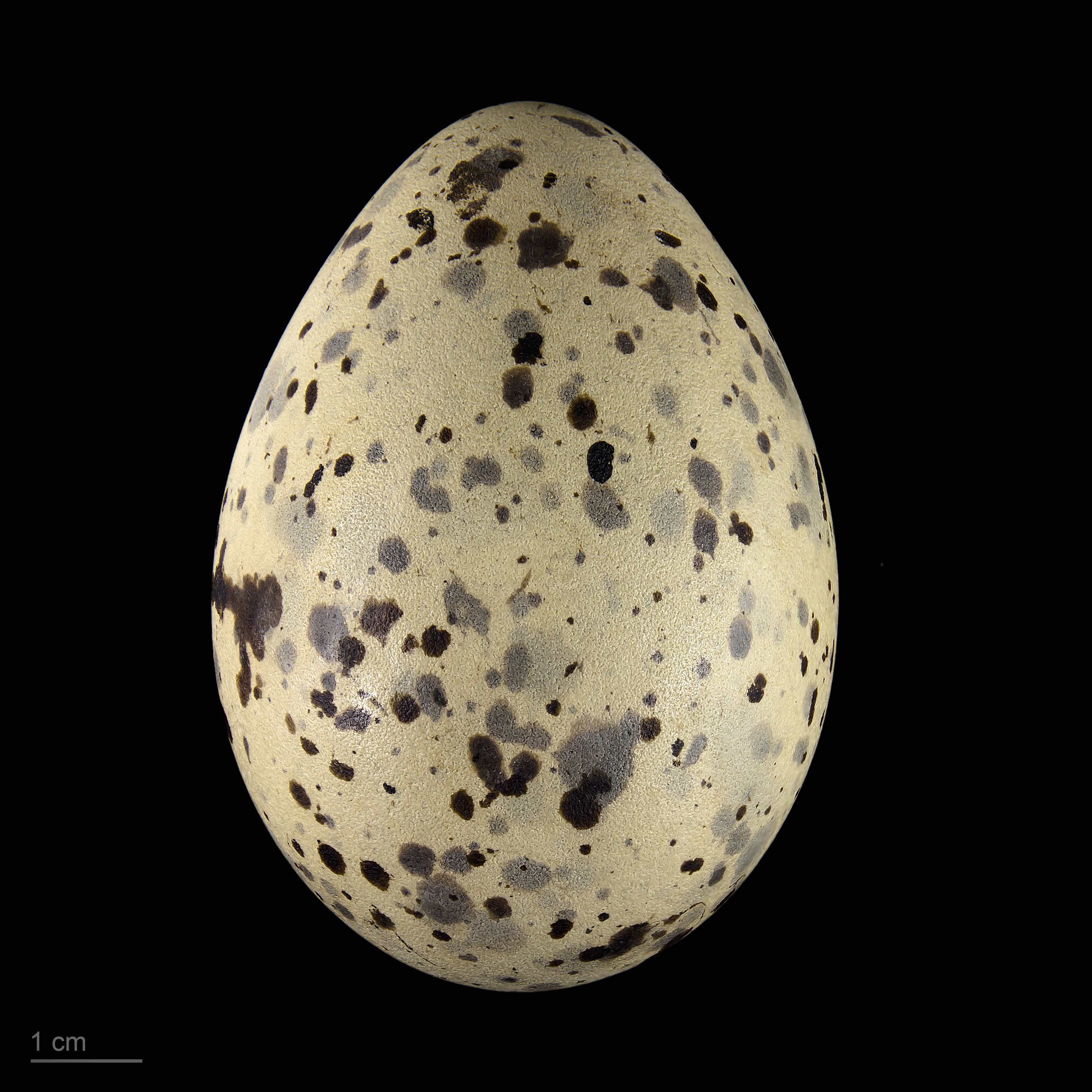
Larus michahellis atlantis

Mint a legtöbb sirály, ez a faj is mindenevő. Tápláléka rovarokból, kisemlősökből, halakból, csigákból, kétéltűekből, madártojásból és fiókákból áll, de megeszi a gabonamagvakat és az olajbogyót is. Gyakran kukákból vagy szeméttelepeken gyűjtött hulladékot fogyaszt.

## Szaporodása
Telepesen fészkel, sziklapárkányokon vagy a talajon költenek. Fészekalja 2-3 tojásból áll, melyen 27-31 napig kotlik. A fiókák 35-40 nap múlva válnak röpképessé.

## Kárpát-medencei előfordulása
Magyarországon egész évben előfordul, de a nagy folyóink és tavaink mellett ősszel tömeges is lehet.